# Narbäck
Narbäck är en by i Ödeshögs socken i Ödeshögs kommun, som omfattar ett mantal och består av två gårdar.
Hela arealen är 78 ha. Narbäck gränsar i norr till Holkaberg, 
i öster till Lakarp, i söder till Porsarp och i väster till  Vättern.

## Vägar
Över byns marker går idag tre parallella vägar, dels den gamla landsvägen (kungsvägen eller Holavedsvägen), dels "nya" landsvägen som tillkom närmare Vättern i början av 1850-talet och som nu har "blomsymbol" samt sedan 1960-talet den nya motorvägen (E4). Man borde också tillägga sjövägen ute på Vättern som är den äldsta av vägarna.
Eftersom Holavedsvägen var den väg kungen och hans uppvaktning och gisslan följde under Eriksgatan kan det ha varit vid Narbäck gisslan från Småland väntade och anslöt när kungen anlände. Ett alternativ är att gisslan väntade i Uppgränna.

## Gränser
Gränsen mellan Östergötland och Småland tycks ha gått i Narbäcken.
Här står en gränssten uppsatt.
En Sven i Narbäck finns 1594 upptagen i domboken för Vista härad som tillhörde Småland.
Vid tinget 1657 blev det fråga om var gränsen mellan Östergötlands och 
Jönköpings län gick. Särskilt gällde detta mellan Ödeshögs och Adelövs socknar. 
Redan år 1620 hade Sven i Narbäck tre hästar, två oxar, åtta kor, två stutar, 14 får, fem svin och sex tunnors utsäde, dvs. ungefär sex tunnland öppen åker.

## Gästgivargård
Narbäck var under många år gästgivargård tillsammans med Holkaberg 
och dessförinnan tillsammans med Stava.
Vid hösttinget i Gränna den 19 september 1666 presenterade Sven i Narbäck en attest av hauptmannen Lars Jonsson på Visingsborg. Av den framgick hur Sven i Narbäck och Joens änka i Holkaberg, hustru Elin, hade kommit överens om gästgiveriet. Det hade sedan 1654 hållits i Holkaberg, 
med alla de friheter som Holkaberg i egenskap av gästgiverihemman i 12 år åtnjutit. Änkan hade förklarat sig inte kunna uppehålla gästgiveriet ensam. 
Överenskommelsen innebar att Sven i Narbäck liksom tidigare skulle skjutsa alla vägfarande söderifrån och änkan i Holkaberg skjutsa alla som kom norrifrån. 
Änkan i Holkaberg hade nu genom sin unge fästman begärt att få behålla gästgiveriet ensam. Hon var således icke längre benägen att hålla deras tidigare överenskommelse.  Sven i Narbäck besvärade sig. Han fick tingsbevis på att fortsätta. Vid sommartinget i Gränna den 10 juni 1667 förbjöds Nils i Holkaberg att skjutsa vägfarande och resande som kom söderifrån. Greve Nils Brahe hade förbjudit detta i brev den 30 januari och 10 mars 1667. 
Som vittne framträdde då Bengt i Havrekullen, vilken efter avlagd ed vittnade att "sockenskillnaden går i Narbäcken, Tykaberg, Blåhall, Rösten, Seglarö och Bråtaro".

## Torp

### Soldattorpet
Indelta soldater har bott i byn sedan 1680-talet.
En av de första hette Nils Bång och han är omtalad på 1690-talet. Sedan finns åtminstone 10 ryttare nämnda fram till Karl Gustaf Krans, född 1845, och soldat 1870 - 1898.
Narbäck tycks ha varit rusthåll dvs bönderna i byn skulle hålla en fullt utrustad ryttare och häst.
Enligt en förteckning från 1807 rörande boställen för Andra Livgrenadjärregementet finns torpet upptaget som tillhörande Vadstena kompani med beteckningen Narbäck nr 125.

### Fridhem
Torpet Fridhem byggdes omkring 1860 nere vid stranden av Vättern. Sannolikt byggdes det för pensionerade soldaten Johan Persson Sköld i samband med att den nye soldaten Krans tillträtt torpet. Sköld avled 1880. 

### Kvarn
Omkring 1772 anlades en kvarn som sedan skattlades i Narbäcken.

## Naturreservat
Tillsammans med Holkaberg bildar Narbäck ett naturreservat på ungefär 80 ha.

## Historik

### Gustav Vasas krig mot Danmark
Vid Narbäck i Holaveden dödade de östgötska bönderna under ledning av Östergötlands lagman, Erik Nipertz, och biskop Nils i Linköping år 1452 200 danska och tyska knektar och tog många fångar, däribland medlemmar av den danska kungens riddare och riksråd.

### Nordiska Sjuårskriget
Under Nordiska sjuårskriget (1563 - 70) är det troligt att flera tusen danska och tyska krigare tillbringade en natt på den mark som nu utgör naturreservat. Danskarna hade först samlats vid Uppgränna och sedan under ledning av överste Frands Brockenhaus tågat in i Holaveden.
De slog läger mitt i Holaveden vilket sannolikt var just området runt Narbäck och Holkaberg.

## Etymologi
Byn har fått sitt namn av Narbäcken där förledet nar antingen kan syfta på att den var kall eller så kan det vara besläktat med engelska  narrow som betyder 'trång' och trång är just vad bäcken är. Den rinner i en djup ravin nerför berget.
Narbäcken var tidigare gräns mellan Östergötland och Småland.

## Jfr
- Karta över naturreservatet[9]
- Karta  Ödeshögs Hembygdsbok
- Vättervy från Narbäck - Holkabergs naturreservat